# Media TV
Media TV è una televisione locale della Campania.

## Storia
Nata a San Salvatore Telesino nel 1999 dalla fusione di tre storiche emittenti locali, l'emittente irpina Spert TV, la televisione casertana Tele Alto Tammaro, attiva fin dal 1980, e l'emittente sannita Tele Kappa, anch'essa attiva fin dal 1980 e facente servizio nella Valle Telesina.
Avendone eridato sede ed infrastrutture, Media TV può di fatto essere considerata come la continuazione dell'esperienza di Tele Kappa, anche se grazie all'acquisizione delle altre due emittenti ha esteso il segnale anche nelle province di Avellino e Caserta.
Nel 2009, a seguito del passaggio definitivo della regione Campania alla tecnica di trasmissione in digitale, Media TV ottiene dal Ministero delle comunicazioni la concessione a trasmettere nelle province di Avellino, Caserta e Benevento, ottenendo però i diritti d'uso di due frequenze distinte, la UHF 45 per le province di Avellino e Benevento, e la UHF 65 (dal dicembre 2012 VHF 7) per la provincia di Caserta, per evitare interferenze con l'operatore Videonola, autorizzato sulla UHF 45 per il napoletano e parte del casertano.

## Curiosità
Media TV è stata per anni affiliata al circuito locale edito da SAT2000.

## Frequenze
- Ch. 45 Camposauro (BN)
- Ch. 7 Castel Campagnano (CE)
- Ch. 45 Laiano (BN)
- Ch. 45 San Salvatore Telesino - Loc. Filette
- Ch. 45 San Lorenzo Maggiore (BN)
- Ch. 45 Trevico (AV)
- Ch. 45 Montevergine (AV)
- Ch. 7 Casertavecchia (CE)